# Gran Premio Citta' di Torino
Gran Premio Citta' di Torino är ett travlopp för 4-åriga varmblodiga travhästar som körs på Ippodromo Torino i Turin i Italien. Loppet kördes för första gången 1965 och körs över distansen 2 060 meter med autostart. Det är ett Grupp 2-lopp, det vill säga ett lopp av näst högsta internationella klass, och förstapris är 40 500 (2023).

## Segrare
| År   | Vinnare          | Kusk                  | Tränare               | Tid     |
| ---- | ---------------- | --------------------- | --------------------- | ------- |
| 2024 | Everything Bi    | Maurizio Biasuzzi     | Alessandro Gocciadoro | 1.11,8a |
| 2023 | Desiderio d'Esi  | Santo Mollo           | Mauro Baroncini       | 1.11,9a |
| 2022 | Colbert WF       | Roberto Vecchione     | Holger Ehlert         | 1.13,0a |
| 2021 | Bleff Dipa       | VP Dell'Annunziata    | Holger Ehlert         | 1.13,3a |
| 2020 | Ari Lest         | Massimiliano Castaldo | Alessandro Gocciadoro | 1.12,9a |
| 2019 | Zacon Gio        | Roberto Vecchione     | Holger Ehlert         | 1.12,5a |
| 2018 | Vitruvio         | Alessandro Gocciadoro | Alessandro Gocciadoro | 1.12,6a |
| 2017 | Urlo dei Venti   | Enrico Bellei         | Gennaro Casillo       | 1.12,7a |
| 2016 | Timone Ek        | Björn Goop            | Gennaro Casillo       | 1.13,6a |
| 2015 | Savannah Bi      | Federico Esposito     | Erik Bondo            | 1.13,9a |
| 2014 | Rue du Bac       | Roberto Andreghetti   | Erwin Bot             | 1.13,6a |
| 2013 | Probo Op         | Edoardo Moni          | Edoardo Moni          | 1.13,6a |
| 2012 | Orsia            | Alessandro Gocciadoro | Enrico Gocciadoro     | 1.14,0a |
| 2011 | Napoleon Bar     | Enrico Bellei         | Fabrice Souloy        | 1.13,4a |
| 2010 | Mago d'Amore     | Örjan Kihlström       | Edoardo Gubellini     | 1.14,3a |
| 2009 | Le Touquet       | Pietro Gubellini      | Edoardo Gubellini     | 1.12,8a |
| 2008 | Iglesias         | Enrico Bellei         | Holger Ehlert         | 1.14,7a |
| 2007 | Express Merett   | Pekka Korpi           | Pekka Korpi           | 1.15,6a |
| 2006 | Frullino Jet     | Roberto Andreghetti   | Raniero de Curtis     | 1.13,3a |
| 2005 | Etrurio          | Mauro Baroncini       | Mauro Baroncini       | 1.14,7a |
| 2004 | Dumper Roc       | Fabrizio Ciulla       | Giorgio Carini        | 1.14,7a |
| 2003 | Cirio Caf        | Mauro Baroncini       | Mauro Baroncini       | 1.15,1a |
| 2002 | Brandy Dei Fiori | Bianco Lo Verde       | Bianco Lo Verde       | 1.15,8a |
| 2001 | Andrea di Jesolo | Mauro Baroncini       | Franco Concetti       | 1.16,1a |
| 2000 | Zucchero Om      | Pasquale Esposito J:r | Pasquale Esposito J:r | 1.16,1a |
| 1999 | Varenne          | Giampaolo Minnucci    | Jori Turja            | 1.19,0a |
| 1998 | Unicorno Trio    | Battista Congiu       | Heikki Korpi          | 1.15,7a |
| 1997 | Topkapi As       | Roberto Andreghetti   | Roberto Andreghetti   | 1.14,2a |
| 1996 | Sole Degli Dei   | Enrico Bellei         | Jerry Riordan         | 1.15,2a |
| 1995 | Robur            | Roberto Andreghetti   | Roberto Andreghetti   | 1.15,7a |
| 1994 | Coktail Jet      | Jean-Étienne Dubois   | Jean-Étienne Dubois   | 1.16,1a |
| 1993 | Omsk             | Carlo Bottoni         | Carlo Bottoni         | 1.15,8a |